# Quetico Provincial Park
Quetico Provincial Park är en park i Kanada.   Den ligger i provinsen Ontario, i den sydöstra delen av landet, 1 200 km väster om huvudstaden Ottawa. Quetico Provincial Park ligger 426 meter över havet. Den ligger vid sjön Allan Lake.
Terrängen runt Quetico Provincial Park är huvudsakligen platt. Quetico Provincial Park ligger uppe på en höjd. Trakten runt Quetico Provincial Park är nära nog obefolkad, med mindre än två invånare per kvadratkilometer.. Det finns inga samhällen i närheten. 
I omgivningarna runt Quetico Provincial Park växer i huvudsak blandskog.